# Pedavena (sör)
A Pedavena egy olasz sör. Nevét arról a városról, Pedavenáról kapta, ahol gyártják. Egyike a kevés olasz tulajdonban megmaradt régi olasz sörmárkáknak.

## Története
A Pedavena városában található gyárat 1897. március 27-én nyitotta meg három, Canale d’Agordóból származó testvér: Luigi, Sante és Giovanni Luciani. A gyártáshoz szükséges víz a Bellunói Dolomitokból származott. Az 1917-es caporettói áttörés következtében osztrák–magyar csapatok szállták meg a gyárat, és háborús célokra lefoglalták a benne található összes fémeszközt, később pedig tűzvész is pusztított az üzemben. A béke megkötése után a Luciani testvérek rendbehozták a főzdét, és újraindították a termelést, 1920-ra pedig elérték az évi 90 000 hektoliteres mennyiséget, amivel országos szinten a második legnagyobbnak számítottak. A növekedés elkerülhetetlenné tette a gyár bővítését: a mai központi főzőterem 1927-re készült el. A következő évben a Gruppo Luciani megvásárolta az olasz Drehert, 1951-ben pedig további gyárakat Torinóban, Genovában és Macomerben, ám a fokozódó nemzetközi versenyt nem bírták, így végül 1974-ben kénytelenek voltak eladni a céget a Heinekennek.
2004 szeptemberében a holland multinacionális tulajdonos a gyár bezárása mellett döntött. A hírt megtudva a munkások tiltakozásba kezdtek: aláírásokat gyűjtöttek papíron is, valamint létrehozták a www.birrapedavena.info honlapot. 2005 február elsején a városi képviselőtestület, hogy a közvélemény figyelmét felhívja a helyzetre, áttelepült a sörgyárba. A munkások, a szakszervezet és a Franco Zaetta polgármester vezette Comitato Birreria Pedavena (Pedavena Sörgyári Bizottság) támogatásával rövid időn belül 27 000 világhálós aláírás gyűlt össze a bezárás ellen, az eset pedig bekerült az országos médiába is. Raffaella Gabrielli és Alessandro Tibolla könyvet is írt az esetről Una fabbrica-paese. Il caso Birreria Pedavena, azaz Egy gyárország. A Pedavena Sörgyár esete címmel, és az ismert aktivista, Beppe Grillo is a tiltakozók közé állt. Hamarosan a kormány is foglalkozni kezdett az üggyel. A Heineken mindezek hatására szeptemberre halasztotta a bezárást: az utolsó üveg Pedavena sör július 29-én 9:12-kor hagyta el a csomagolórészleget, a gyár szirénája pedig szeptember 30-án szólalt meg utoljára. Mindeközben a háttérben tárgyalások folytak az eladásról, végül sikerült megegyezni az udinei Gruppo Castellóval, amely 2006. január 10-én átvette a gyártást. A gyársziréna április 4-én szólalt meg újra, az első főzet május végére készült el, június 10–11-én pedig ünnepséget rendeztek, amelynek során a gyárat megnyitották a nagyközönség előtt, ezután pedig 45 000 számozott üvegben különleges kiadású sört is elkészítettek.

## Típusai
A Pedavenának három változata van:
| Név                         | Alkohol | Balling-fok | Erjesztés | Szín                 | Ajánlott hőmérséklet |
| --------------------------- | ------- | ----------- | --------- | -------------------- | -------------------- |
| Pedavena                    | 5       | 11,6        | alsó      | világos, szalmasárga | 6–9 °C               |
| Pedavena Speciale           | 5,9     | 13,4        | alsó      | szőke                | 7–9 °C               |
| Birra Premium Senza Glutine | 4,8     | 10,9        | alsó      | szalmasárga          | 7–8 °C               |